# Załogi
Załogi – osada leśna w Polsce położona w województwie mazowieckim, w powiecie makowskim, w gminie Krasnosielc.
Wierni kościoła rzymskokatolickiego należą do parafii św. Stanisława w Płoniawach-Bramurze.